# Kubilay Yılmaz
Kubilay Türk Yılmaz (ur. 9 lipca 1996 w Sakarya) – austriacki piłkarz tureckiego pochodzenia występujący na pozycji napastnika w SK Vorwärts Steyr.

## Kariera piłkarska
Kubilay Yılmaz jest wychowankiem Slovana Wiedeń, występował w barwach tego klubu w latach 2004–2012. W latach 2012–2013 występował w drużynie juniorskiej Rapidu Wiedeń. 1 stycznia 2014 dołączył do 1. SC Znojmo, skąd po trzech latach przeniósł się do Spartaka Trnawa, z którym zdobył mistrzostwo oraz puchar kraju. 9 stycznia 2020 został zawodnikiem Yeni Malatyasporu. Od 17 stycznia do 3 sierpnia przebywał na wypożyczeniu w Bolusporze. 5 października 2020 został zawodnikiem Menemenspor Kulübü. 16 stycznia 2021 przeniósł się do Korony Kielce.

## Sukcesy

### Spartak Trnawa
- Mistrzostwo Słowacji: 2017/2018
- Puchar Słowacji: 2018/2019

## Życie prywatne
Yılmaz mówi płynnie po turecku, angielsku, niemiecku i czesku.